# Kościół św. Stanisława Kostki w Limanowej-Sowlinach
Kościół św. Stanisława Kostki w Limanowej-Sowlinach – kościół parafialny w Limanowej-Sowlinach zbudowany w latach 1979–1993 po czasie wieloletnich starań. Ośrodek kultu patrona – św. Stanisława Kostki, a także znajdującej się w pobliskim sanktuarium maryjnym figury Matki Boskiej Bolesnej.
Od 8 sierpnia 2020 roku proboszczem parafii jest ks. Mariusz Żaba. W kościele zostały zamontowane nowe lampy oświetlające tabernakulum oraz obraz Jezu Ufam Tobie. Nowe lampy ledowe oświetlające prezbiterium, oraz reflektory  w nawie. Zostało zamontowane nagłośnienie koło Kościoła. Prace wykończeniowe w świątyni trwają nadal.
[Źródło- www.limanowa-sowliny.diecezja.tarnow.pl ] [portal diecezjii tarnowskiej]

## Historia
Już przed II wojną światową w Sowlinach – nowym osiedlu Limanowej powstało zapotrzebowanie na budowę kaplicy dla pracowników rafinerii, której pozostałości znajdują się dziś przy ul. Fabrycznej. Planu tego jednak nie udało się spełnić. Dopiero po II wojnie światowej rozwój Sowlin spotęgował potrzebę budowy kaplicy. 8 grudnia 1945 poświęcono kaplicę znajdującą się w starym baraku – dawnym budynku rafinerii.
Z czasem liczba wiernych wzrastała, a stan techniczny niewielkiego budynku był coraz gorszy, dlatego ówczesny proboszcz parafii Władysław Ślęk pomyślał o budowie kościoła. W tamtych czasach było to niezwykle trudne wyzwanie. Komunistyczne władze sprzeciwiały się podobnym inicjatywom i utrudniały jak tylko mogły rozpoczęcie budowy. Do tego biskup tarnowski w 1969 podjął decyzję o przeniesieniu proboszcza, a obowiązki administratora przejął młody wówczas ksiądz Jan Bukowiec. Ksiądz Jan energicznie zabiegał o budowę kościoła. Znalazł już nawet plac przeznaczony pod budowę świątyni, lecz władze komunistyczne wybudowały tam karczmę, która później spłonęła.
W końcu udało się uzyskać zezwolenie na budowę, wydał je wojewoda sądecki w 1975. W 1978 plac przeznaczony pod budowę poświęcił ks. bp Jerzy Ablewicz, a rok później powstały pierwsze fundamenty. 22 czerwca 1980 do Sowlin przybył ponownie ks. bp w celu wmurowania kamienia węgielnego, poświęconego przez Jana Pawła II w Nowym Targu.
Początkowo trwała budowa dolnego kościoła. Już po 4 latach mógł być on używany przez wiernych. Poświęcenia w 1984 dokonał pochodzący z Limanowej ks. bp Piotr Bednarczyk. Teraz wierni mieli dużo lepsze warunki, lecz kościół czekało jeszcze 9 lat budowy. Dzięki oddanej pracy także mieszkańców parafii budowę ukończono w 1993, a konsekracji świątyni dokonał 16 maja ówczesny biskup tarnowski Józef Życiński.
Kościół nie został jednak nigdy całkowicie wykończony. Do 2002 budynek nie posiadał żadnej wieży, a dzwony wisiały na placu przed świątynią. W 2002 ukończono wieżę przeznaczoną na sygnaturkę, a 2 lata później największą więżę, w której obecnie wiszą dzwony.
Czasy komunistyczne odbiły się na trwałe na budynku kościoła. Stoi on co prawda blisko drogi krajowej nr 28, jednak wcale nie rzuca się w oczy, a ponieważ znajduje się w zabudowanym terenie, przez długi czas istniały problemy związane z parkowaniem. Rozwiązał je poprzedni proboszcz ks. Tadeusz Śmierciak, wykupując plac obok plebanii i przeznaczając go na parking. Również pobliska rzeka zagraża świątyni. W czasie powodzi 1997 r. zalane zostały suteryny kościoła.

## Wygląd
Nowoczesna bryła kościoła charakteryzuje się nierównomiernym załamaniem dachu, który sięga aż do podłoża. Tenże dach, a także wieża, sprawiają wrażenie, jakby wbijały się w niebo. Ogromne, granitowe schody zwiększają i wydłużają budowlę, a nad głównym wejściem rzuca się w oczy ogromny krzyż, który przypomina nam, że wchodzimy do Domu Bożego. Załamany szczyt dachu wypełniony zabarwionym na niebiesko szkłem oświeca we wnętrzu białe ściany kościoła. W centralnej części budynku znajduje się ołtarz, nad którym góruje krzyż, na którym wisi rzeźba Chrystusa, a pod krzyżem stoją wyrzeźbione postacie Matki Boskiej, św. Jana Apostoła i patrona parafii – św. Stanisława Kostki. Po prawej stronie ołtarza znajduje się tabernakulum, nad którym góruje Obraz Bożego Miłosierdzia.